# Hylesia violex
Hylesia violex är en fjärilsart som beskrevs av Max Wilhelm Karl Draudt 1929. Hylesia violex ingår i släktet Hylesia och familjen påfågelsspinnare. Inga underarter finns listade i Catalogue of Life.